# Amicia glandulosa
Amicia glandulosa är en ärtväxtart som beskrevs av Carl Sigismund Kunth. Amicia glandulosa ingår i släktet Amicia och familjen ärtväxter. Inga underarter finns listade i Catalogue of Life.